# 三慈國小（北門）
三慈國小是臺灣臺南市北門區的一所國民小學，為北門區最西邊的教育單位，位於61號快速道路的東邊，隔著快速道路西邊為一大片牡蠣養殖場，東邊則為原學甲13庄的溪底寮庄頭，行政區屬目前的北門區慈安里。

## 學校紀事
創立於1956年，起初隸屬為北門鄉文山國小分校。1963年時正式脫離文山國小的隸屬關係，成為單獨的一所國民小學，同時並改校名為三慈國民學校。首任的校長陳盆，家長會會長曾少卿。
因國民教育法之故，於1968年校名改為「三慈國民小學」。隨著學生及班級數的增加，在2013年8月第12任校長黃三和到任()，學校班級數增至6班，學生數增加到112人。2021年8月黃三和校長調至佳里區佳興國小，第13任校長劉協成到任，並為現任校長。
學校為傳統技藝的傳承，設有獅隊並延請教練前來教學。110學年度獲臺南市中小學傳統藝術比賽特優獎，同年獲110年度全國民俗體育競賽單獅組、雙獅組雙料優等，並參與110年度南鯤鯓藝陣演義演出。

## 軼事、特色
此校的設立與其後獨自成校跟地方有密切關連，在1956年創立之初為同為北門鄉的文山國小分校，而為落實與強化地域性的教育，1963年聚落中的大廟東隆宮便號召村民提供校地，以期許能有一所屬於在地性的獨立學校。在創校一甲子培育了不少人才，如校友曾洪沛為格安德工業集團董事長。
另外，因三慈國小靠近當地三寮灣的信仰中心代天府東隆宮，加上學校又地處於臨海的養殖場，因此便在學校的校壁上彩繪小學生騎虱目魚，以及將當地特色的蚵仔、紅蔥頭、蒜頭、白蝦等，作為壁畫的主要題材。這些作品是由畢業校友曾進成所繪。同時為了宣揚法治概念，校內還有校友畫家曾進成贈送予母校的Q版的「青天三鍘刀」大公仔。
三慈國小學校位處偏鄉地區，因此長期得到臺積電慈善基金會的關懷與支持，基於此一因緣校方便結合科學原理，加上再生能源科技的實證進行課程設計，辦理科普與再生能源科技營隊。  

## 歷任校長、任期[9]
| 任期     | 姓名   | 起訖任期   | 備註     |
| 第一任   | 陳盆   | 1963～1966 | 首任校長 |
| 第二任   | 楊克忠 | 1966～1971 |          |
| 第三任   | 李新發 | 1971～1976 |          |
| 第四任   | 陳河南 | 1976～1985 |          |
| 第五任   | 蘇本源 | 1985～1989 |          |
| 第六任   | 郭永彰 | 1989～1995 |          |
| 第七任   | 洪國賢 | 1995～1998 |          |
| 第八任   | 黃錦綿 | 1998～2002 |          |
| 第九任   | 黃進福 | 2002～2005 |          |
| 第十任   | 陳明達 | 2005～2009 |          |
| 第十一任 | 姜天陸 | 2009～2013 |          |
| 第十二任 | 黃三和 | 2013～2021 |          |
| 第十三任 | 劉協成 | 2021～現任 | 現任校長 |